# Szatymaz
Szatymaz är en ort i Ungern.   Den ligger i provinsen Csongrád-Csanád, i den centrala delen av landet, 150 km sydost om huvudstaden Budapest. Szatymaz ligger 84 meter över havet och antalet invånare är 4 187.